# 書院駅 (ソウル特別市)
書院駅（ソウォンえき）は、大韓民国ソウル特別市冠岳区新林洞にあるソウル軽電鉄新林線の駅。駅番号はS409。

## 歴史
- 2021年6月17日：駅名確定[1]。
- 2022年5月28日：開業。

## 隣の駅
ソウル軽電鉄
●新林線
新林駅 (S408) - 書院駅 (S409) - ソウル大ベンチャータウン駅 (S410)